# Manuel Noriega
Manuel Antonio Noriega Moreno (Panama, 11 febbraio 1934 – Panama, 29 maggio 2017) è stato un generale e politico panamense.
In quanto leader militare di Panama è stato de facto il vero capo dello Stato e dittatore del paese centro-americano dal 1983 al 1989. Soprannominato Faccia d'ananas (Cara de piña) a causa del viso vistosamente butterato per le cicatrici. Fu inizialmente supportato dalla CIA, dagli anni cinquanta al 1986, mentre dal 1987 circolarono accuse contro di lui per commercio di droga: Noriega finì per trovarsi in conflitto con gli Stati Uniti del presidente George H. W. Bush, che decise l'invasione di Panama nel dicembre del 1989; Noriega si rifugiò dunque nella nunziatura apostolica. Nel 1990 si consegnò agli americani e nel 1992 venne processato e condannato a 40 anni di carcere per spaccio di droga e violazione dei diritti umani.

## Biografia
Le fonti riportano che sia nato a Panama l'11 febbraio 1934 o nel 1936/38.
Noriega intraprese la carriera di soldato, studiando alla scuola militare di Chorrillos a Lima, capitale del Perù e alla scuola americana di Fort Benning, in Georgia. Entrò nella Guardia nazionale nel 1967 e venne promosso tenente nel 1968. Ebbe un ruolo importante nel colpo di Stato militare che rimosse Arnulfo Arias dal potere; secondo quello che disse Noriega, né lui né il suo mentore Omar Torrijos furono coinvolti. Nella lotta di potere che seguì il colpo di Stato, che includeva un fallito attentato nel 1969, Noriega aiutò Torrijos.
Egli ricevette la promozione a tenente colonnello e ricevette il comando dei servizi segreti militari (polizia segreta) di Torrijos, comandante delle Forze Armate del nuovo governo. In tale veste, condusse una brillante campagna contro i guerriglieri contadini nell'ovest di Panama e ci furono dichiarazioni secondo cui egli orchestrò la "scomparsa" di alcuni oppositori politici. Comunque, Noriega stesso affermò che, seguendo le istruzioni di Torrijos, negoziò un'amnistia per 400 guerriglieri sconfitti, rendendo loro possibile il ritorno dall'esilio in Honduras e in Costa Rica.
Omar Torrijos morì in un incidente aereo nel 1981 (in un libro intitolato Confessioni di un sicario dell'economia, pubblicato nel 2004, l'autore John Perkins dichiara che una bomba fu messa a bordo dell'aereo per interessi americani). Gli succedette Rubén Darío Paredes, mentre Noriega diventò capo di stato maggiore e incrementò ulteriormente il suo potere e la sua influenza con la sua promozione a generale nell'agosto 1983. Noriega propose poi un'alleanza agli Stati Uniti; nonostante il trattato del Canale, permise agli USA di istituire posti d'ascolto a Panama, agì come intermediario diplomatico con il presidente cubano Fidel Castro e accettò una richiesta del governo statunitense di dare rifugio allo scià dell'Iran.
Noriega sostenne inoltre le forze filostatunitensi in El Salvador e in Nicaragua, agendo come canale per i finanziamenti statunitensi e, secondo alcune fonti, per le armi. Comunque, Noriega sostenne che la propria politica durante quel periodo fu essenzialmente neutrale, permettendo ai partigiani di ambo le parti dei vari conflitti libertà di movimento a Panama, fintanto che non cercassero d'adoperare la sua nazione come base per operazioni militari. Respinse le richieste dell'esponente della destra salvadoregna Roberto D'Aubuisson di limitare i movimenti dei capi dell'FMLN (insorti salvadoregni di sinistra) a Panama, e similarmente respinse le richieste del tenente colonnello statunitense Oliver North di fornire assistenza militare ai Contras del Nicaragua. Noriega insistette nel dire che il suo rifiuto di andare incontro alle richieste di North stesse alla base della campagna statunitense per estrometterlo.

### Carriera politica e deposizione
Nell'ottobre 1984, si tennero le prime elezioni presidenziali dal 1972, vinte, tra sospetti di frode, da Nicolas Ardito Barletta con un piccolo margine di 1.723 voti. Barletta era stato uno studente del Segretario di Stato degli Stati Uniti George Shultz, ed era appoggiato dagli USA e da Noriega. Barletta si ritirò dalla carica nel settembre 1985 e gli succedette il vicepresidente, Eric Arturo Delvalle. Secondo dichiarazioni rilasciate nel 1988 dall'ex direttore della CIA, l'ammiraglio Stansfield Turner, Noriega era sul libro-paga della CIA fin dai primi anni Settanta, e mantenne l'appoggio statunitense fino al 5 febbraio 1988, quando la DEA lo incriminò per traffico di droga in relazione alle sue attività precedenti al 1984.
Il 25 febbraio Delvalle emanò un decreto, dichiarando che Noriega era stato sollevato dai suoi incarichi. Noriega ignorò il decreto, che egli sostiene non avere basi legali, e Delvalle partì per gli USA. Noriega sostiene che il 18 marzo 1988 si incontrò con i funzionari del Dipartimento di Stato degli USA William Walker e Michael Kozak, che gli offrirono 2 milioni di dollari perché andasse in esilio in Spagna, ma il panamense dice di aver rifiutato l'offerta. Il 7 marzo 1988 la faccia butterata di Manuel Noriega campeggiò sulla copertina del prestigioso Time: il panamense era stato ufficialmente accusato dalla redazione del giornale (e quindi dagli Stati Uniti) di spaccio di droga e di riciclaggio di denaro.
Gli USA incoraggiarono la formazione della Crociata civica, che, secondo Noriega, fu creata dall'incaricato d'affari dell'ambasciata statunitense John Maisto, che organizzò il viaggio dei capi della Crociata Civica nelle Filippine per apprendere le tattiche del movimento appoggiato dagli USA per rovesciare Ferdinand Marcos. I sostenitori di Noriega facevano riferimento alla Crociata Civica come alla creatura dei rabiblancos (le "code bianche"), l'élite benestante di estrazione europea che dominava il mondo degli affari panamense. Noriega, come Torrijos, diceva di rappresentare la maggior parte della popolazione panamense (egli stesso era meticcio), povera e di discendenza mista spagnola, amerinda e africana. I sostenitori di Noriega sbeffeggiavano le dimostrazioni della Crociata Civica come "le proteste della Mercedes Benz", deridendo le signore benestanti che percuotevano pentole e padelle rivestite in Teflon (invece che le più rozze e rumorose pentole e padelle tradizionalmente usate dai poveri nelle proteste in Sud America), o che mandavano le loro donne di servizio a protestare al posto loro. La stampa statunitense comunque mostrò molta simpatia per queste dimostrazioni.

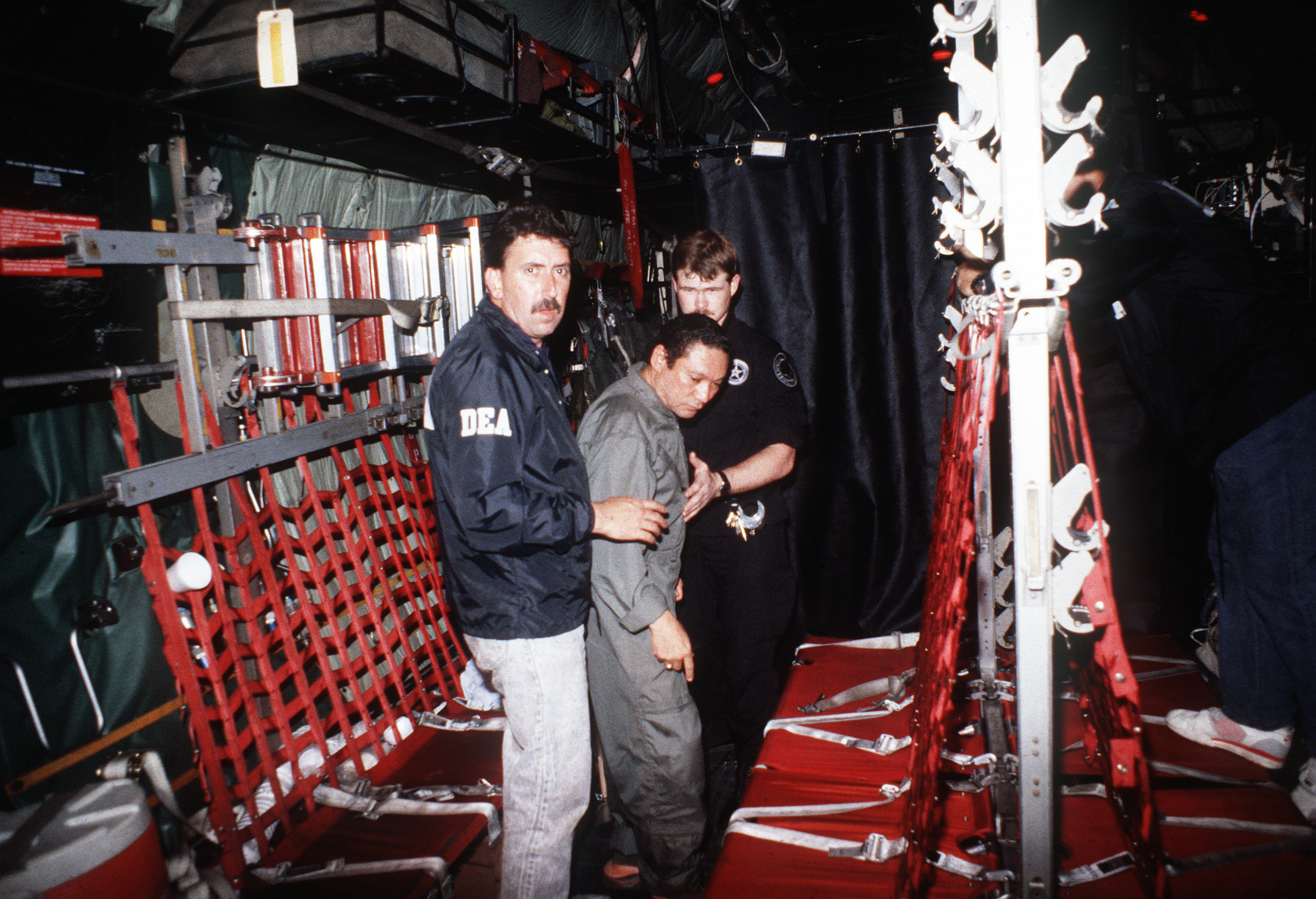
Noriega catturato dalla Drug Enforcement Administration

Le elezioni del 1989 furono molto controverse. Un americano, Kurt Muse, mise in piedi una sofisticata installazione di radio e strumenti informatici studiata per disturbare le radio panamensi e trasmettere falsi risultati elettorali. Il governo panamense decise di far continuare le elezioni; il candidato di Noriega perse con il 37% dei voti contro il candidato degli USA, Guillermo Endara Galimany. Ci furono accuse di irregolarità elettorali da entrambe le parti, ma le elezioni vennero dichiarate legittime dall'ex presidente statunitense Jimmy Carter e da un alleato statunitense, il vescovo Marcos McGrath. Noriega cancellò le elezioni e usò le sue truppe per reprimere le proteste.
Gli USA imposero delle sanzioni economiche e le truppe americane fecero grandi esercitazioni e manovre, che Noriega considerò provocatorie e in violazione del trattato del Canale di Panama. Il 15 dicembre 1989, la stampa statunitense riportò che Noriega aveva dichiarato lo stato di guerra contro il governo USA. Noriega, successivamente, ha sempre duramente contestato questa caratterizzazione, sostenendo che le sue dichiarazioni si riferivano alle azioni statunitensi contro Panama, e non rappresentavano una dichiarazione di ostilità da parte di Noriega. Le sue forze uccisero a un posto di blocco un marine a Città di Panama. Si disse anche che le sue forze si impegnarono in diffuse molestie nei confronti di altri soldati statunitensi, tra cui almeno un caso di abuso sessuale. Queste motivazioni divennero il "casus belli" da cui partì l'operazione militare degli Stati Uniti, finalizzata, come disse il presidente Bush, ad "assicurare l'incolumità dei cittadini statunitensi sul suolo di Panama".
Il 20 dicembre 1989 gli USA invasero così lo Stato di Panamá con 27.000 soldati nell'operazione Just Cause e Guillermo Endara Galimany prestò giuramento come presidente in un'installazione militare USA (cinque anni dopo, nell'elezione successiva, Endara perse contro Ernesto Pérez Balladares del Partito Rivoluzionario Democratico di Noriega). Gli scontri tra soldati USA e forze della difesa panamense durarono per cinque giorni. Secondo fonti governative USA, diverse centinaia di panamensi rimasero uccisi (principalmente civili), e morirono 23 soldati statunitensi.
Fonti latino-americane e internazionali hanno stimato il tributo di sangue dei civili nell'ordine delle 3.000 unità, oltre a 20.000/30.000 senzatetto. Noriega trovò rifugio nella Nunziatura Vaticana, e le truppe americane usarono la guerra psicologica, suonando musica rock ad altissimo volume, per far uscire Noriega dal rifugio. Il Vaticano protestò con il Presidente Bush a causa di ciò e le truppe statunitensi cessarono il baccano. A seguito di una dimostrazione avvenuta pochi giorni dopo, da parte di migliaia di panamensi che ne chiedevano il processo per violazione dei diritti umani, Noriega temette che potesse finire linciato. Si arrese il 3 gennaio 1990.

### Il processo, la malattia e la morte
Noriega venne trasportato in aereo negli USA e processato con otto capi d'imputazione, tra cui traffico di droga, estorsione e riciclaggio di denaro sporco, nell'aprile 1992. Il suo processo si tenne a Miami, in Florida.
L'accusa presentò un caso che è stato criticato da molti osservatori. L'impianto accusatorio venne rivisto completamente diverse volte, man mano che si sviluppavano problemi con i testimoni, le cui storie si contraddicevano l'un l'altra. Il procuratore statunitense trattò con 26 diversi trafficanti, tra cui Carlos Lehder, che ottennero riduzioni di pena, pagamenti in contanti, e il permesso di tenersi i proventi della droga, in cambio della testimonianza contro Noriega. Diversi di questi testimoni erano stati arrestati da Noriega per traffico di droga a Panamá.
Alcuni testimoni in seguito ritrattarono le loro deposizioni, e agenti di CIA, DEA, DIA, e del Mossad israeliano, che erano a conoscenza del traffico di droga in Centro America, hanno dichiarato pubblicamente che il processo era una messinscena. Noriega venne ritenuto  colpevole e condannato il 16 luglio 1992 a 40 anni di prigione per traffico di droga e estorsione. La condanna venne ridotta a 30 anni nel 1999, rendendo Noriega candidato alla libertà condizionata entro il 2007.
Nel 1999 il governo panamense cercò di ottenere l'estradizione di Noriega per affrontare delle accuse di omicidio a Panama, essendo stato trovato colpevole in contumacia nel 1995. Pochi giorni prima della scarcerazione, alla fine di agosto 2007 il giudice americano William Turnoff concesse il via libera all'estradizione in Francia dell'ex dittatore, che doveva scontare lì  un'ulteriore condanna di un tribunale francese (dove era stato condannato in contumacia nel 1999 a 10 anni per riciclaggio di denaro ricavato dai traffici di cocaina e altri reati), respingendo così la richiesta degli avvocati di Noriega di permettergli il ritorno a Panama.
Rientrò in patria dalla Francia, dov'era detenuto, nel dicembre 2011. Nel marzo 2012 venne resa pubblica la notizia che l'ex dittatore aveva un tumore al cervello. Agli inizi del 2017 fu posto in detenzione domiciliare, per affrontare l'intervento che avrebbe dovuto rimuovere la neoplasia. L'operazione fallì a causa di un'emorragia cerebrale, che lasciò Noriega in condizioni critiche. Morì il 29 maggio, con l'ufficialità del decesso comunicata da Juan Carlos Varela (presidente di Panama) su Twitter.

## Riferimenti nella cultura di massa
L'artista olandese Danny Wolfers, conosciuto come Legowelt, nel 2009 produsse un concept album tutto incentrato sulla presa di potere di Noriega a Panama e sulla sua caduta, chiamato, per l'appunto, The Rise and Fall of Manuel Noriega.
Apparve come co-antagonista e brevemente come alleato nelle missioni ambientate a Panamá in Call of Duty: Black Ops II. A causa della sua apparizione all'interno del videogioco, Noriega decise il 17 luglio 2014 di denunciare Activision per utilizzo non autorizzato della sua immagine. La causa fu archiviata il 29 ottobre 2014.